# Орелья ди Санто Стефано, Луиджи
Луиджи Орелья ди Санто Стефано (итал. Luigi Oreglia di Santo Stefano; 9 июля 1828, Бене-Ваджиенна, Сардинское королевство — 7 декабря 1913, Рим, королевство Италия) — итальянский куриальный кардинал. Апостольский интернунций в Нидерландах с 16 марта 1863 по 15 мая 1866. Титулярный архиепископ Дамиаты с 4 мая 1866 по 22 декабря 1873. Апостольский нунций в Бельгии с 15 мая 1866 по 29 мая 1868. Апостольский нунций в Португалии с 29 мая 1868 по 22 декабря 1873. Префект Священной Конгрегации индульгенций и священных реликвий с 23 сентября 1876 по 27 марта 1885. Камерленго Священной Коллегии Кардиналов с 27 марта 1882 по 15 марта 1883. Камерленго Святой Римской Церкви с 27 марта 1885 по 7 декабря 1913. Вице-декан Священной Коллегии Кардиналов с 24 мая 1889 по 30 ноября 1896. Декан Священной коллегии кардиналов с 30 ноября 1896 по 7 декабря 1913. Префект Священной Конгрегации Церемониала с 30 ноября 1896 по 7 декабря 1913. Кардинал-священник с 22 декабря 1873, с титулом церкви Сант-Анастазия с 16 января 1874 по 22 марта 1884. Кардинал-епископ Палестрины с 22 март 1884 по 24 мая 1889. Кардинал-епископ Порто и Санта Руфина с 24 мая 1889 по 30 ноября 1896. Кардинал-епископ Остии с 30 ноября 1896.